# Balys Sruoga
Balys Sruoga (n. 21 ianuarie/2 februarie 1896, Biržai⁠(d), Gubernia Kovno⁠(d), Imperiul Rus – d. 16 octombrie 1947, Vilnius, RSS Lituaniană, URSS) a fost un poet, dramaturg, critic și teoretician literar lituanian.

## Biografie
A contribuit la câteva jurnale culturale încă din tinerețe. Lucrările sale au fost publicate de aripa liberală a mișcării culturale lituaniene și, de asemenea, în diferite ziare lituaniene și alte publicații (cum ar fi Aušrinė, Rygos naujienos etc.). În 1914, a început să studieze literatura la Sankt Petersburg și mai târziu la Moscova, din cauza declanșării Primului Război Mondial și a Revoluției Ruse din 1917. În 1921, s-a înscris la Universitatea Ludwig Maximilian din München, unde în 1924 și-a luat doctoratul cu o teză despre mitologia și folclorul lituanian.
După întoarcerea în Lituania, Sruoga a predat la Universitatea din Lituania și a creat un seminar de teatru care a devenit în cele din urmă un curs de studiu. De asemenea, Sruoga a scris diverse articole despre literatură. Din 1930 a început să scrie piese de teatru dramatice, mai întâi Milžino paunksmė, apoi Radvila Perkūnas, Baisioji naktis și Aitvaras teisėjas. În 1939, a început să predea la Universitatea din Vilnius.

## Prizonier al naziștilor

### Pădurea zeilor
Cea mai cunoscută lucrare a lui Sruoga este romanul Pădurea zeilor (Dievų miškas), bazat pe experiențele sale proprii de viață ca prizonier în lagărul de concentrare Stutthof din Sztutowo, Orașul Liber Danzig, în prezent, powiatul Nowy Dwór Gdański, Voievodatul Pomerania, Polonia, unde a fost închis în martie 1943 împreună cu alți patruzeci și șapte de intelectuali lituanieni după ce naziștii au început o campanie împotriva unei posibile agitații anti-naziste în Lituania ocupată.
În romanul său, Sruoga a dezvăluit viața dintr-un lagăr de concentrare prin ochii unui om al cărui singur mod de a-și salva viața și de a-și menține demnitatea a fost să privească totul printr-o perdea de ironie și umor, în care torționarii și victimele lor sunt expuși ca oameni imperfecți, care sunt departe de idealurile false ale liderilor lor politici. De exemplu, el a scris „Un om nu este o mașină. Obosește.", referindu-se la gardienii care băteau prizonierii (Schutzstaffel).
Inițial romanul a fost cenzurat de oficialii sovietici; dar a fost publicat în cele din urmă în 1957, la zece ani după moartea autorului.
În 2005, a fost lansat un film cu același titlu ca și cartea. Filmul Pădurea zeilor (Dievų miškas), regizat de Algimantas Puipa, a devenit cel mai bine vândut film lansat după ce Lituania și-a câștigat independența. Vladislovas Telksnys, singurul supraviețuitor în viață în 2013 (98 de ani) care a fost închis în lagărul de concentrare Stutthof, a catalogat filmul ca „o prostie”. În special, el s-a referit la scena care înfățișează un ofițer Gestapo care mărșăluia și o femeie cu umbrelă urmându-l în spate. Potrivit lui Telksnys, „nu au existat astfel de lucruri”.

## Viață ulterioară
După ce sovieticii au eliberat prizonierii din lagărele naziste, Sruoga a continuat să fie închis în același lagăr. Cu toate acestea, în 1945, s-a întors la Vilnius și a continuat să predea la Universitatea din Vilnius, unde a scris dramele Pajūrio kurortas și Barbora Radvilaitė.
Refuzul autorităților de a publica Pădurea Zeilor și sănătatea precară datorită timpului petrecut în lagărele de concentrare au dus la moartea sa la 16 octombrie 1947. Filmul din 2005 Pădurea zeilor s-a bazat pe carte.